# Landaulet

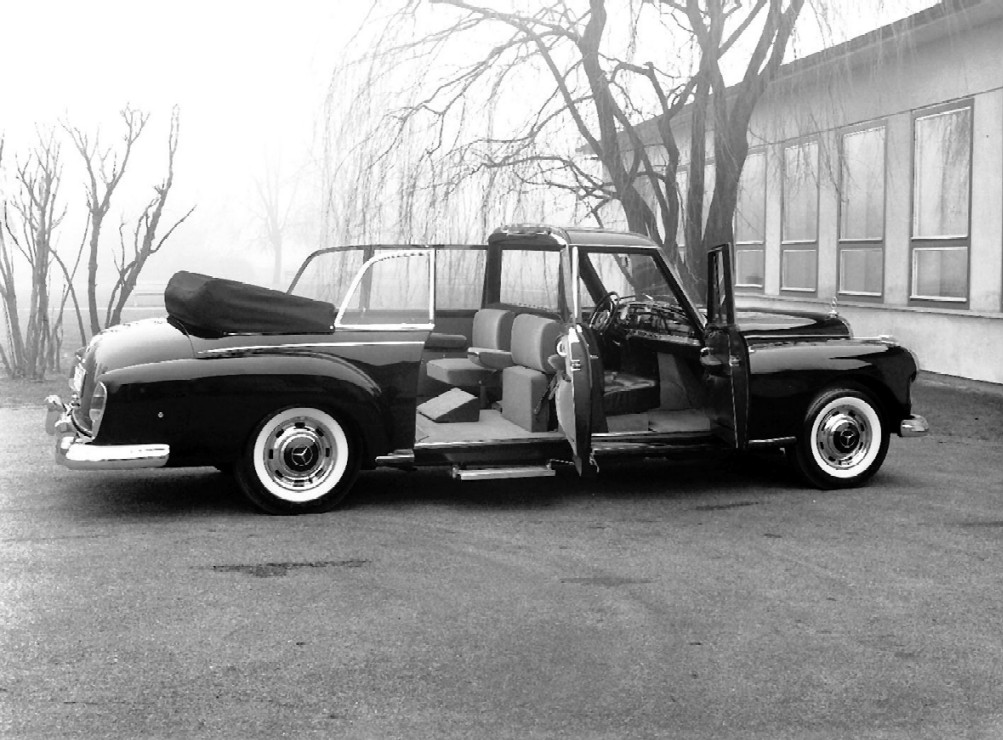
Een Mercedes-Benz 300d Landaulet.

Een landaulet(te) is een carrosserievorm van een auto of een koets. Het model is aan de achterkant voorzien van een neerklapbaar (invouwbaar) dak, terwijl de voorkant (bestuurdersgedeelte) of volledig gesloten of volledig open is.
De benaming is afkomstig uit de tijd van de koetsen: hier was een landaulet een coupéversie van een type koets, de landauer (zoals ze gebouwd werden in Landau in der Pfalz), zonder de voorste zitplaatsen. De landaulet behield het achterste gedeelte van het tweedelige vouwdak van de landauer.
Een landaulet is vaak een chique auto en wordt meestal enkel door staatshoofden gebruikt. Het Vaticaan heeft voor de paus een laundaulet-versie van een Mercedes-Benz 600 en van een Lancia Thesis. De Zweedse koning had een Volvo 262 landaulet. Het Nederlandse koningshuis heeft een Cadillac, een Lincoln en een Rolls-Royce Silver Wraith Landaulette gehad, en eind jaren tachtig een speciaal gebouwde Ford Scorpio. De Franse president had de beschikking over een Peugeot 607 Paladine. De Italiaanse regering heeft twee Lancia Flaminia's voor parades en staatsbezoeken.
De Maybach-divisie van Daimler AG toonde in november 2007 op de internationale autoshow in het Midden-Oosten een landaulet-conceptauto. In 2009 heeft Maybach een landaulet toegevoegd aan de modellenserie.

## Afbeeldingen

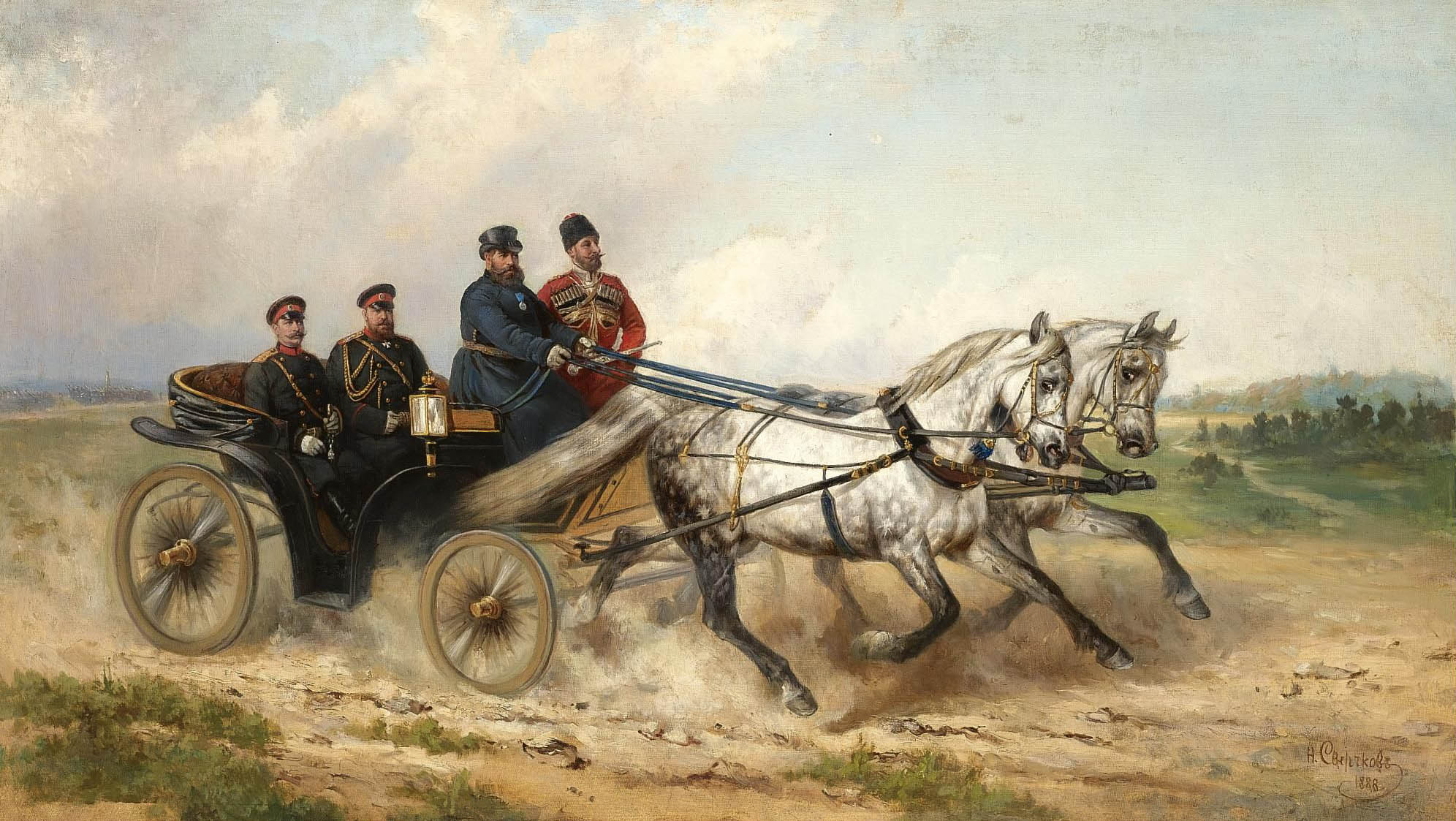
Tsaar Alexander III in een landaulet getrokken door orlovdravers (Nikolai Swertchkov, 1888)
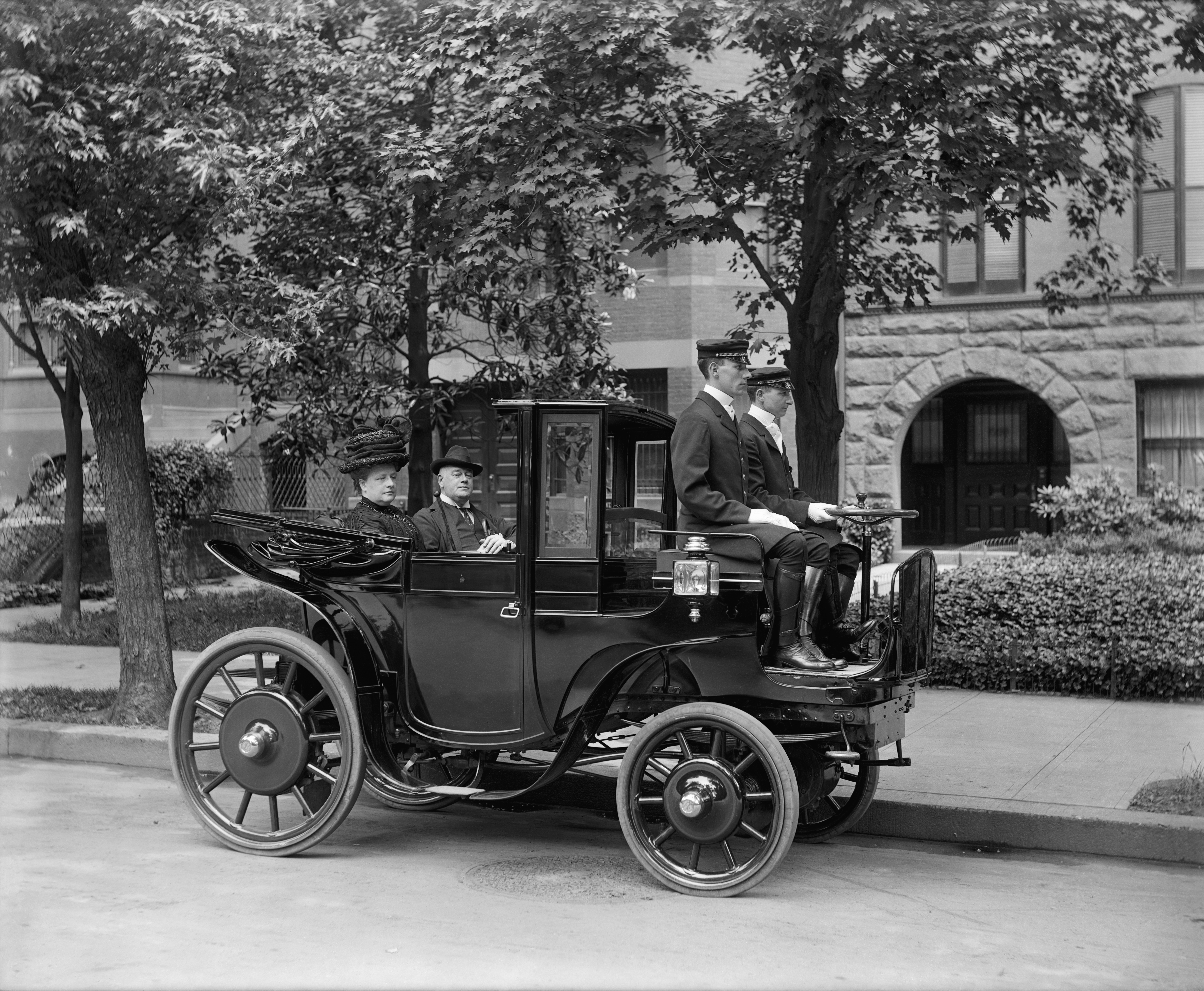
De Kriéger Electric Landaulet (cira 1906). De reservebatterijen zijn onder de vloer gemonteerd, de aandrijving in de wielnaven.
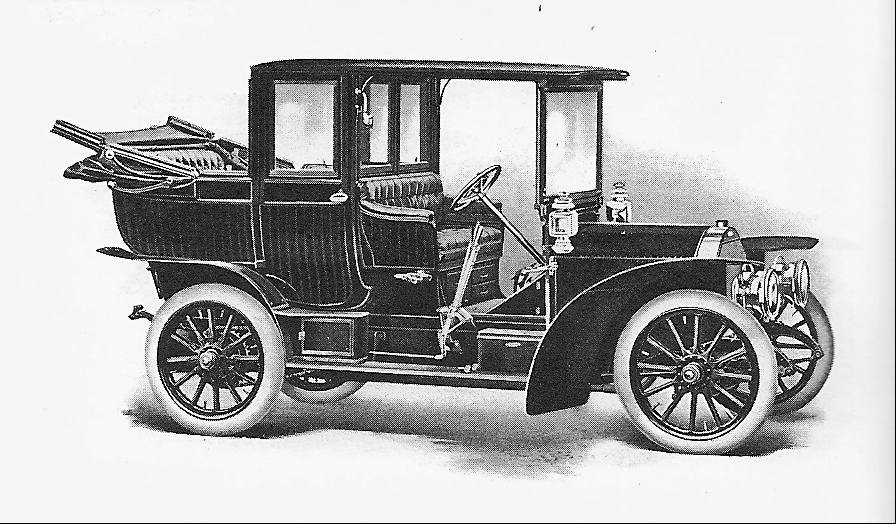
1908 Matheson Landaulet
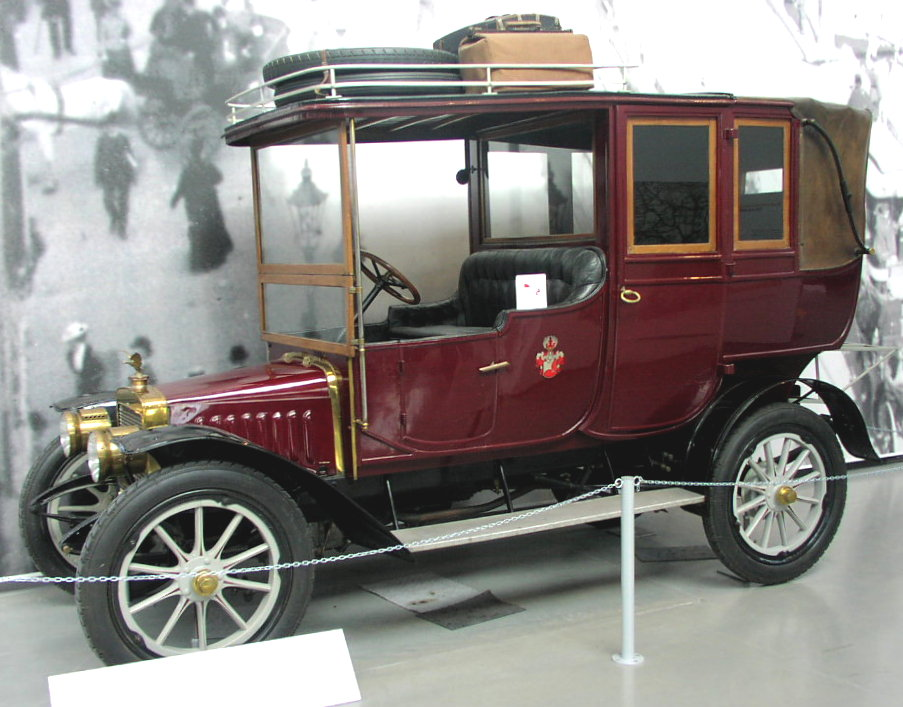
1911 Adler Landaulet
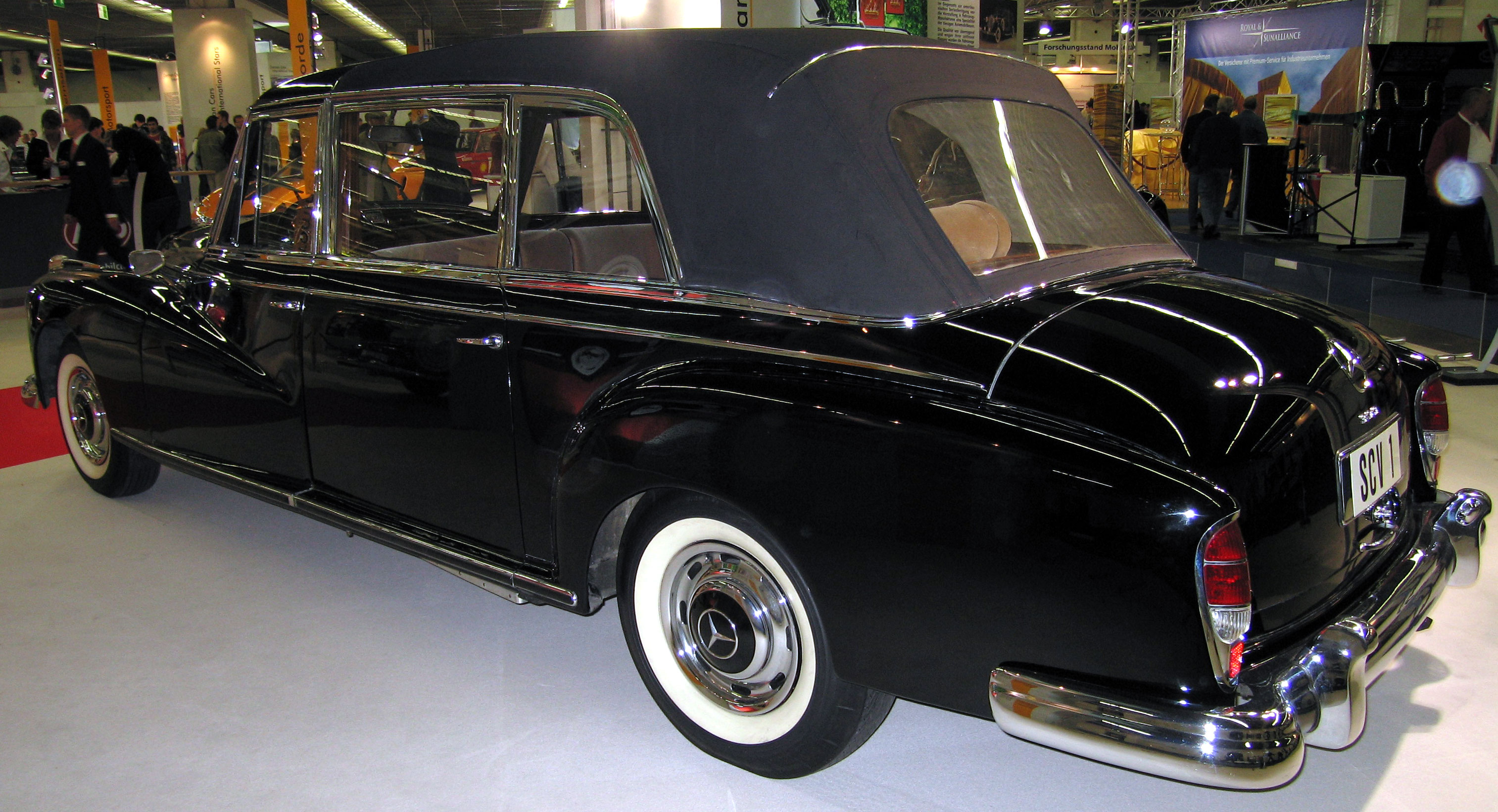
Mercedes-Benz 300d Landaulet van Paus Johannes XXIII
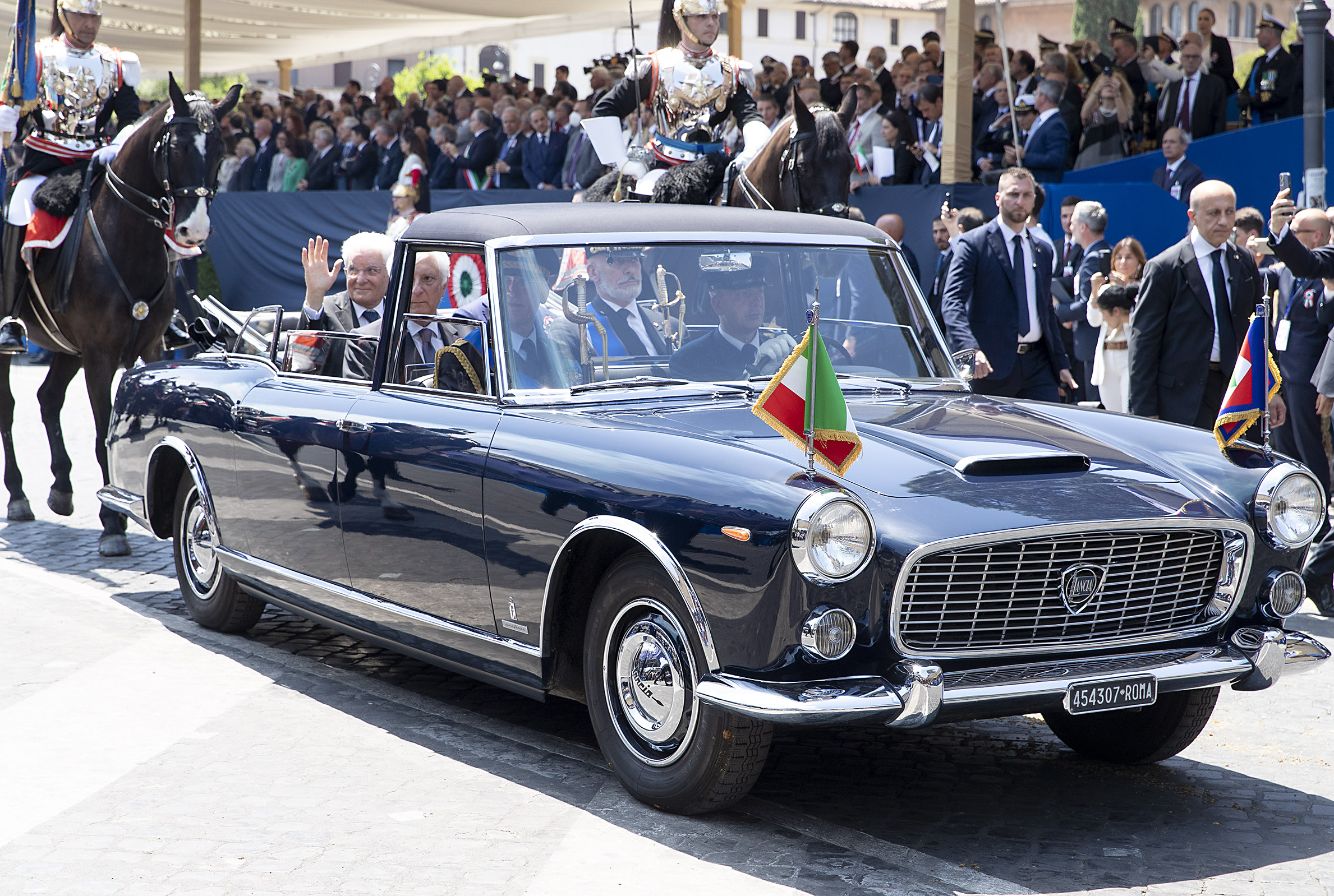
Lancia-Flaminia Landaulet van de Italiaanse president
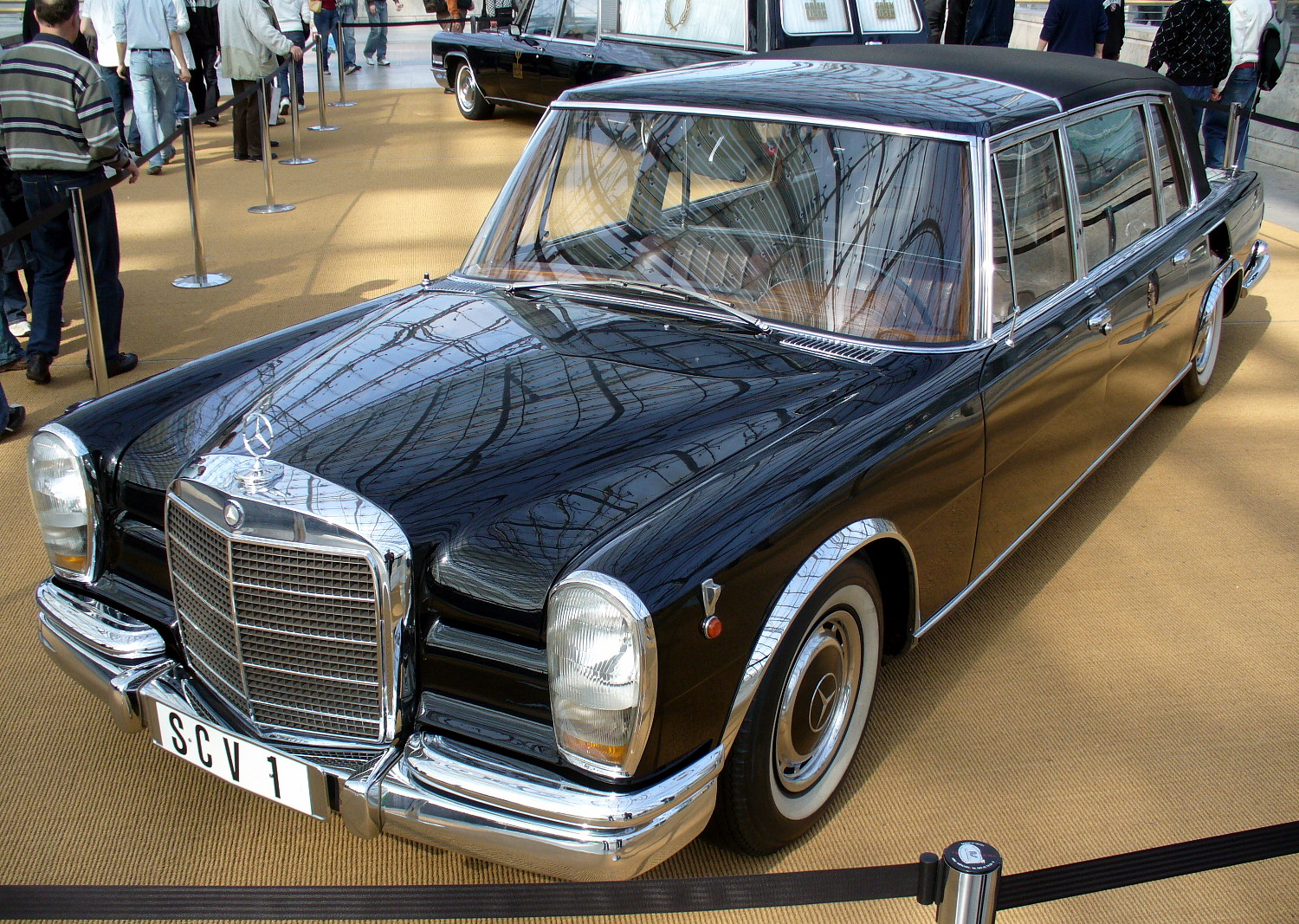
Mercedes-Benz 600 Pullman Landaulet van Paus Paulus VI
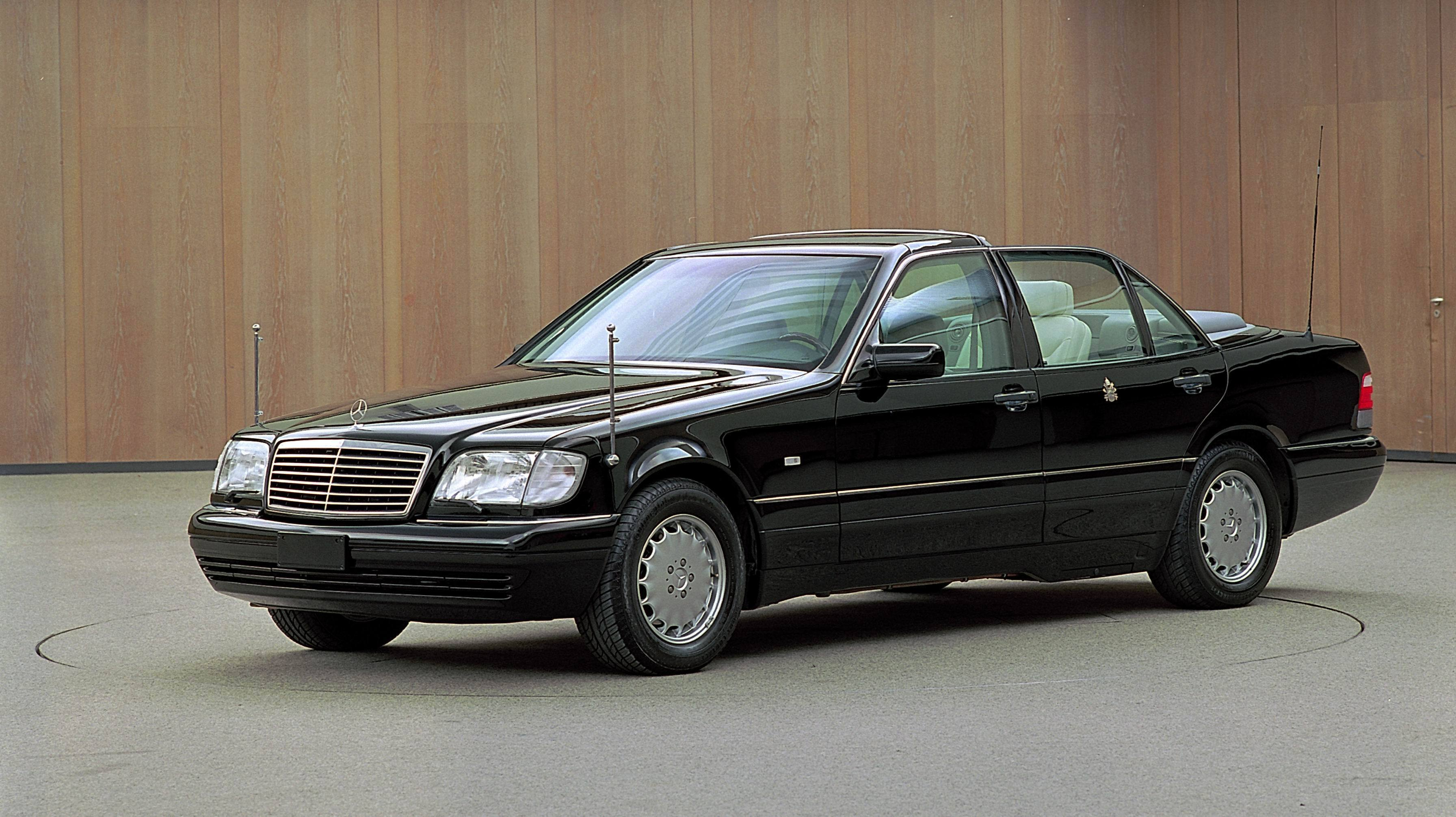
Mercedes-Benz S500 Landaulet